# 拉斯納韋斯縣
拉斯納韋斯縣（西班牙語：Cantón Las Naves），是厄瓜多爾的縣份，位於該國中部，由玻利瓦省負責管轄，始建於1992年8月6日，面積147平方公里，2001年人口5,265，人口密度每平方公里35.82人。
1°17′0″S 79°18′0″W / 1.28333°S 79.30000°W